# Gwendoline Delbos-Corfield

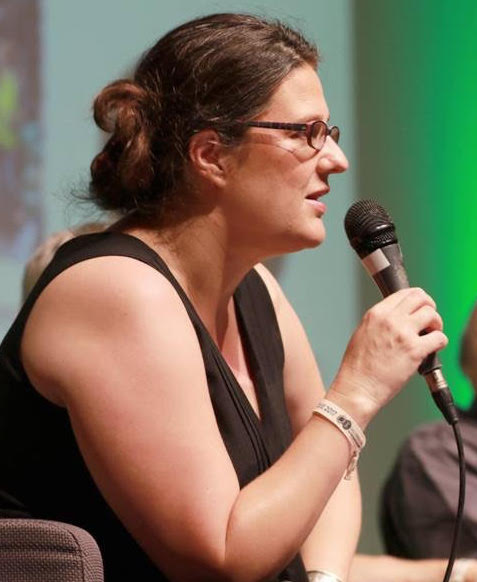
Gwendoline Delbos-Corfield (2017)

Gwendoline Delbos-Corfield (* 8. März 1977 in Solihull, Vereinigtes Königreich) ist eine französische Politikerin (EELV). Im Zuge der Europawahl 2019 gewann Delbos-Corfield ein Mandat und ist seitdem Mitglied des neunten Europäischen Parlaments. Sie ist Mitglied der Fraktion Die Grünen/EFA, deren stellvertretenden Fraktionsvorsitz sie zudem innehat.

## Leben

### Jugend und Ausbildung
Gwendoline Delbos-Corfield wurde am 8. März 1977 in Solihull im Vereinigten Königreich geboren, wuchs jedoch mit ihrer Familie im Pariser Vorort Ivry-sur-Seine auf. Nach ihrer Schulausbildung zog sie nach Grenoble, um dort am Institut d’études politiques zu studieren. Ihre Abschlussarbeit, begleitet von der feministischen Historikerin Mathilde Dubesset, trägt den Titel „Mettre en scène, c’est aussi mettre hors scène: trois femmes investissent la Cité par le théâtre“ (zu Deutsch: „Regie zu führen bedeutet auch, die Bühne zu verschieben: Drei Frauen übernehmen die Stadt durch das Theater“).

### Politisches Engagement
Delbos-Corfield trat 2005 den französischen Grünen (Les Verts) bei. Bei der Europawahl 2009 leitete sie die Kampagne für die Listenverbindung (und spätere Parteineugründung) Europe Écologie Les Verts für die Euroregion Südost, sowie für die Kandidatin Michèle Rivasi. Im Jahr 2011 wurde sie auf dem EELV-Parteitag in La Rochelle in den Vorstand der Partei gewählt, wo sie für das Ressort „Regionen und Europa“ zuständig war. 2012 wurde Delbos-Corfield ins Executive Committee der Europäischen Grünen Partei gewählt.
Neben ihren nationalen Engagement für die französischen Grünen kandidierte sie unter anderem 2008 auf der Grünen-Liste für den Stadtrat von Grenoble. 2010 kandidierte sie bei den Regionalwahlen der Grünen-Liste für die inzwischen aufgelöste Region Rhône-Alpes und wurde für eine Amtszeit fünf Jahren gewählt. Sie war von 2010 bis 2015 war Regionalrätin der Region.
2019 nominierte ihre Partei sie für die Wahlliste der Europawahl 2019. Sie erhielt Platz 12 auf der gemeinsamen Liste von Europe Écologie-Les Verts (EELV), Alliance écologiste indépendante (AEI) sowie Régions et peuples solidaires. Die gemeinsame Liste gewann 13,43 Prozent und damit 13 der 79 französischen Mandate, darunter auch Delbos-Corfield. Seitdem ist sie Mitglied des neunten Europäischen Parlaments und trat der Fraktion der Grünen/EFA bei. Bei der konstituierenden Sitzung der Fraktion wählten die Mitglieder Delbos-Corfield zu einer von 7 stellvertretenden Fraktionsvorsitzenden. Des Weiteren ist sie für ihre Fraktion Mitglied im Ausschuss für die Rechte der Frau und die Gleichstellung der Geschlechter, sowie stellvertretendes Mitglied im Ausschuss für bürgerliche Freiheiten, Justiz und Inneres und Ausschuss für konstitutionelle Fragen.

### Privat
Gwendoline Delbos-Corfield hat vier Kinder und lebt in Saint-Hilaire (Isère).